# Claus Richter (Journalist)

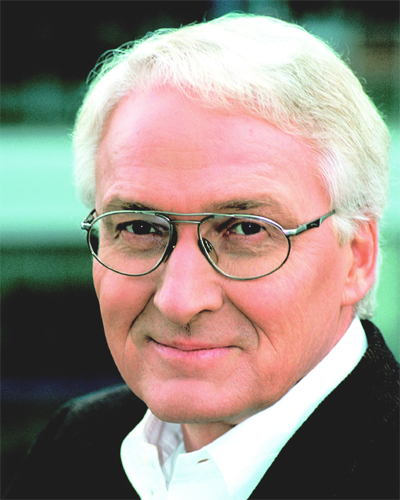
Claus Richter, vor 2012

Claus Richter (* 4. November 1948 in Straubing) ist ein deutscher Journalist. Er war unter anderem Auslandskorrespondent und von 2001 bis 2014 Redaktionsleiter des ZDF-Politmagazins Frontal21.

## Leben und Wirken
Claus Richter ist evangelisch, Sohn von Gertrud Roy und des kaufmännischen Angestellten Fritz Richter, studierte nach dem 1967 abgeschlossenen Abitur in Düren und dem Wehrdienst Sozialwissenschaften, Volkswirtschaft und Germanistik an den Universitäten in Bonn, Heidelberg und Mannheim. Seit 1973 arbeitete Richter als freier Mitarbeiter beim WDR Hörfunk und Fernsehen, insbesondere für die Redaktion des ARD-Politmagazins Monitor. Im Jahr 1974 legte Richter sein Staatsexamen in Bonn ab. 1976 folgte eine Promotion zum Dr. phil. mit einer Arbeit über Die Revolution von 1848 und der deutsche Liberalismus, gleichfalls in Bonn. 1976 bis 1981 arbeitete Richter als fester Redakteur (Politik) für Monitor. In den Jahren 1981 bis 1984 war er ARD-Korrespondent und Studioleiter in Warschau, 1984 bis 1987 ARD-Korrespondent und Studioleiter in New York, wo er unter anderem ein Interview mit Donald Trump führte, und 1987 bis 1991 ARD-Korrespondent und Studioleiter in Ostberlin. Von 1991 bis 1997 war Richter als ZDF-Korrespondent und Studioleiter für Südostasien in Singapur und in den Jahren 1997/1998 ZDF-Korrespondent und Studioleiter in Moskau.
In der Zeit vom 1. Mai 1998 bis 31. Dezember 2000 war Richter ZDF-Chefreporter und drehte neben aktuellen Beiträgen auch Dokumentationen, unter anderem Abenteuer Amazonas, Die neue Seidenstraße und Der Kampf ums kaspische Öl.
Vom 1. Januar 2001 bis 31. Januar 2014 war er Redaktionsleiter des ZDF-Politmagazins Frontal21. Seit 2002 ist er freier Dozent an der ems Electronic Media School in Babelsberg und seit März 2014 Lehrstuhlinhaber des Bereichs Fernsehjournalismus an der Hochschule für Fernsehen und Film München.

## Filmografie
- 1993: Götter, Gurus und Ganoven – aus der Goldstadt Bombay
- 1994: Wir müssen den Krieg vergessen
- 1994: Krieg im Paradies
- 1995: Im Zeichen des Totenkopfs – Piraten in Fernost
- 1995: Lockende Südsee – Im Banne des großen Feuers / Von Göttern und Götzen in Polynesien
- 1997: Tatort Hongkong – Schmuggelboom vor dem Machtwechsel
- 1998: Männer, die in die Kälte gingen
- 1998: Im Rausch des schwarzen Goldes
- 1999: Die neue Seidenstraße
- 1999: Zum Sterben ins Kosovo
- 2000: Abenteuer Amazonas
- 2005: mit Stefan Aust: 3-teilige Dokumentation Fall Deutschland
- 2006/2007: mit Stefan Aust: 3-teiligen Dokumentation Globalisierung – Wettlauf um die Welt
- 2009: mit Stefan Aust: Dokumentation Wettlauf um die Welt – Aufbruch aus der Krise
- 2009: mit Ulf-Jensen Röller: Dokumentation Kandidat Steinmeier
- 2009: mit Stefan Aust: Dokumentation Auferstanden aus Ruinen – Von der SED zur Linkspartei
- 2010: mit Ulf-Jensen Röller: Dokumentation Doppelporträt Wulff-Gauck

## Preise und Auszeichnungen
- 1988: Jakob-Kaiser-Preis für DDR-Berichterstattung
- 1990: Bayerischer Fernsehpreis (für ARD-Studio DDR)
- 1995: Fernsehpreis des ICHR (International Centre for Humanitarian Reporting) für Kriegsberichterstattung Afghanistan
- 2005: Deutscher Fernsehpreis für Fall Deutschland
- 2005: Deutscher Wirtschaftsfilmpreis für Fall Deutschland
- 2005: Friedrich und Isabel Vogel-Preis für Fall Deutschland
- 2006: Hanns-Joachim-Friedrichs-Preis für Frontal21
- 2007: Goldene Kamera für Frontal21
- 2007: Deutscher Wirtschaftsfilmpreis für Wettlauf um die Welt
- 2008: Ernst-Schneider-Preis der Industrie- und Handelskammern für Wettlauf um die Welt

## Veröffentlichungen
- als Hrsg.: Leiden an der Gesellschaft. Königstein/Ts. 1976.
- als Hrsg.: Die überflüssige Generation. Jugend zwischen Apathie und Aggression.  Königstein/Ts. 1979.
- Die Seidenstraße. Hamburg 1999.
- Fall Deutschland. Hamburg 2005.
- Wettlauf um die Welt. Hamburg 2007.

## Mitgliedschaften
Richter ist der Vorsitzende des Vereins zur Verleihung des Hanns-Joachim-Friedrichs-Preises e.V.